# Erigonoplus setosus
Erigonoplus setosus är en spindelart som beskrevs av Jörg Wunderlich 1995. Erigonoplus setosus ingår i släktet Erigonoplus och familjen täckvävarspindlar. Inga underarter finns listade i Catalogue of Life.